# Феодосий Гугуревич
Феодосий Гугуревич (ум. 1690) — игумен Русской православной церкви, ректор Киево-Могилянской коллегии с 1686 по 25 декабря 1689 года.

## Биография
О детстве и мирской жизни Феодосия Гугуревича сведений практически не сохранилось, да и последующие биографические данные о нём очень скудны и отрывочны; известно что он был лет пять игуменом Батуринского монастыря. После Мелетия Дзика, умершего 7 февраля 1682 года, был избран игуменом Киевского Златоверхо-Михайловского монастыря и 1 марта этого же года выехал из Батурина в Киев. 
С 1686 до 1689 год Феодосий Гугуревич был игуменом Киево-Братского монастыря, ректором Киево-Могилянской коллегии; в документе от 10 декабря 1688 года он называется ещё и тем и другим. В его игуменство и ректорство, по трактату вечного мира между Россией и Польшей 1686 года, Киев, а вместе с ним и Киево-Братская коллегия отошли навсегда к России. Вследствие этого в материальном отношении Киево-Братский монастырь и коллегия много потеряли, потому что польское правительство присвоило себе их земельные имущества, оставшиеся в пределах Речи Посполитой. С другой стороны, теперь уже рушились сами собой те стеснительные ограничения со стороны польского правительства, в силу которых в Киево-Братской коллегии могли преподаваться науки не далее диалектики и логики; интересы русского правительства и русской православной церкви, наоборот, требовали, чтобы православное богословие было введено в круг преподаваемых в коллегии наук; оно и было введено с 1689 года; получены были и другие права с переименованием коллегии в Академию. 
Феофан Прокопович, учившийся в коллегии в ректорство Феодосия Гугуревича, в письме к киевскому архиепископу Рафаилу Заборовскому от 8 марта 1736 года из Санкт-Петербурга описывает яркую картину печального состояния материальной стороны Братского монастыря, причем причины такого явления усматривает не только в незнании экономии, но и в нерадении, лености, пьянстве и хищении монастырского добра. После ректорства Феодосий Гугуревич был еще игуменом Максаковского монастыря один год; «а в бедах и скорбех, после максаковского игуменства, страдал также целый год и 25 декабря 1690 г.», — повествует Димитрий Ростовский в своем диариуше, — «преставился в нашем (Батуринском) монастыре».
С. Т. Голубев в объяснение причин, побудивших Феодосия Гугуревича оставить киево-михайловское игуменство, приводит такую выдержку из дел Малороссийского приказа: «июля в 29 день 1683 г. к великим государям писал гетман с посланцом своим Василием Кочубеем, что Кирилловскаго монастыря игумена Иннокентия Монастырскаго игумен бывший Михайловский Феодосий Гугуревич зависти ради огласил изменническими преступлениями… за то Феодосий Гугуревич отставлен».
Из очерка «Грешный игумен» О. И. Левицкого видно, что Феодосий Гугуревич после обучения в киевской коллегии и преподавательства в ней в годы ректорства Лазаря Барановича, своего патрона и учителя, на первых порах занял (около 1677 года) скромное место «духовного отца рукоположенцев архиепископа черниговского» (Л. Барановича); в 1681 году, уже в звании батуринского игумена, ездил в Москву с ходатайством о покупке в царскую казну разных книг, напечатанных Лазарем Барановичем в его черниговской типографии. Тут же рассказана история сожительства «грешного» максаковского игумена Феодосия Гугуревича с «дивкой Мотрей», откровенно изложенная в актовой книге Борзенской ратуши (об этом и в «Описании старой Малороссии» A. M. Лазаревского, том II), и сообщается о деспотизме его, жестоких наказаниях братии и даже «замордованию» (замучил до смерти) монаха Гавриила, о его пьянстве, употреблении скоромной пищи: «безпечне игумен куры печеныи з маслом и голубы смаженыи уживает» и т. д. За такие проступки Феодосий Гугуревич лишен был и максаковского игуменства, и в качестве простого чернца водворен в Батуринском монастыре, в котором некогда настоятельствовал.